# 闽侯大桥
闽侯大桥是位于中国福建省福州市闽侯县的一座梁桥，跨越闽江，连通闽侯县甘蔗街道与竹岐乡。
在闽侯大桥建成之前，从闽侯竹岐到甘蔗，要么是从陆路与桥梁绕行福州市区，要么是使用轮渡方式。建成后，该桥连通了甘蔗街道的110省道，以及竹岐的 316国道；在闽侯二桥建成之前，也是竹岐乡跨江通行的唯一陆路要道。
工程在1995年先期规划时，曾定名为“闽侯甘竹大桥”；之后伴随京福高速公路的建设，全名为“京福高速公路闽侯连接线闽江特大桥”，但由于“闽江大桥”的名称不够精确，且作为闽侯第一座自建桥，常用名为“闽侯大桥”或“闽侯一桥”。

## 设计与建设
作为京福高速公路的规划，其作为在闽侯县部分的连接线，在20世纪90年代即在考量中。
闽侯大桥的先期工程，在2002年1月开始，主要是面向防洪堤外侧滩地的预处理。正式工程于2002年6月1日开始，在2004年7月1日竣工，并于同年8月通车。
长1376米，为闽侯县自行建设的第一座横跨闽江的大型桥梁。

## 维修与养护
2020年维修
自2004年建成通车以来，闽侯大桥的桥墩历经多年江水冲刷，桩基出现严重损坏，影响桥梁安全；所以在2020年6月开始进行大修，在同年10月完成。